# Шатрище (Житомирская область)
Шатрище (укр. Шатрище) — село на Украине, основано в 1909 году, находится в Коростенской городской общине Житомирской области.
Код КОАТУУ — 1822385205. Население по переписи 2001 года составляет 438 человек. Почтовый индекс — 11512. Телефонный код — 4142. Занимает площадь 1,305 км².